# Semaeomyia luederwaldti
Semaeomyia luederwaldti är en stekelart som först beskrevs av Günther Enderlein 1906.  Semaeomyia luederwaldti ingår i släktet Semaeomyia och familjen hungersteklar. Inga underarter finns listade i Catalogue of Life.